# الأعلاق الخطيرة في ذكر أمراء الشام والجزيرة
الأعلاق الخطيرة في ذكر أمراء الشام والجزيرة هو كتاب من تأليف عز الدين أبو عبد الله محمد بن علي بن إبراهيم بن شداد (539هـ /1145م - 632هـ/1234م) يتحدث به عن جغرافيا بلاد الشام والجزيرة العربية وتاريخها، يصف المدن وآثارها والقرى والكور والجبال، والأحداث ما وقع قبله وما حدث في عصره، وترجم به سيّر الحكام والأمراء، كتبهُ بثلاثة أجزاء خُصِص منها الجزء الأول لمسقط رأسه حلب، والجزء الثاني لدمشق والأردن وفلسطين، والجزء الثالث للجزيرة العربية، بدأ بكتابته في سنة 671 هـ وانتهى منه سنة 680 هـ.